# Discografie van Joost Klein
Hieronder volgt de discografie van de Nederlandse zanger en rapper Joost Klein, met name zijn albums, singles en zijn nummers met een notering in een hitlijst. 

## Albums
| Album                              | Verschijnen       | Label         | Hitlijsten | Hitlijsten | Hitlijsten | Hitlijsten | Opmerkingen   |
| Album                              | Verschijnen       | Label         | BE (VL)    | BE (VL)    | NL         | NL         | Opmerkingen   |
| Album                              | Verschijnen       | Label         | Piek       | Weken      | Piek       | Weken      | Opmerkingen   |
| ---------------------------------- | ----------------- | ------------- | ---------- | ---------- | ---------- | ---------- | ------------- |
| Dakloos                            | 17 november 2016  | Made          | —          | —          | 177        | 1          | Studioalbum   |
| Scandinavian Boy                   | 20 oktober 2017   | Made          | 121        | 2          | 12         | 16         | Studioalbum   |
| M van Marketing (met Donnie)       | 3 augustus 2018   | Made          | 79         | 2          | 10         | 4          | Studioalbum   |
| Albino                             | 18 januari 2019   | Albino Sports | 43         | 16         | 5          | 11         | Studioalbum   |
| 1983                               | 15 november 2019  | Albino Sports | 25         | 6          | 18         | 2          | Studioalbum   |
| Joost Klein 7                      | 24 april 2020     | Albino Sports | 14         | 3          | —          | —          | Studioalbum   |
| Albino Sports Vol. 1 (met Brunzyn) | 1 april 2021      | Albino Sports | 70         | 1          | —          | —          | Studioalbum   |
| Fryslân                            | 30 september 2022 | Albino Sports | 5          | 11         | 4          | 5          | Studioalbum   |
| Europapa: Greatest Hits            | 5 april 2024      | —             | —          | —          | —          | —          | Extended play |
| Unity                              | 21 februari 2025  | —             | 18         | 1*         | 16         | 1*         | Studioalbum   |

## Singles
| Titel                                   | Verschijningsdatum | Bijdrage/productie                                                                              | Afkomstig van het album                         |
| --------------------------------------- | ------------------ | ----------------------------------------------------------------------------------------------- | ----------------------------------------------- |
| 511                                     | 17-05-2015         | Mick Spek                                                                                       | -                                               |
| Döner                                   | 01-01-2016         | Mick Spek                                                                                       | -                                               |
| De Naam (Rapgame)                       | 04-01-2016         | Shaquille Polak, JoeyCraig, ItsaJob, Batu, Sephus, Clibbo                                       | -                                               |
| YouTube Money                           | 04-03-2016         | Fijne Vrienden, Lexxxus The Don, Youngster The Don, Martin Verschoor, Jasper Staal, Tantu Beats | -                                               |
| YOUTUBE NL 2016 DISSTRACK               | 23-05-2016         | Tantu Beats                                                                                     | -                                               |
| 10 November                             | 05-10-2016         | Mick Spek                                                                                       | -                                               |
| Bitches                                 | 10-11-2016         | Mick Spek                                                                                       | Dakloos                                         |
| 50K FOLLOWERS BITCH                     | 29-01-2017         | Lil B                                                                                           | -                                               |
| Relevant                                | 04-02-2017         | Bassistent, Mick Spek                                                                           | -                                               |
| AUTISME RAPBATTLE                       | 10-05-2017         | Véras Fawaz, Mick Spek                                                                          | -                                               |
| Jan Peter Balkenende                    | 06-06-2017         | -                                                                                               | -                                               |
| Feminist on da Block                    | 30-06-2017         | Donnie                                                                                          | -                                               |
| Boner in de Club                        | 07-07-2017         | Véras Fawaz, Mick Spek, Tantu Beats                                                             | -                                               |
| René Froger                             | 11-08-2017         | Donnie, Mick Spek, Leipe Dennis                                                                 | -                                               |
| Diss Is The End                         | 07-09-2017         | Bassistent, Mick Spek                                                                           | -                                               |
| Zwaailicht                              | 07-12-2017         | Abel, Dixak                                                                                     | -                                               |
| VROOM (Remix)                           | 20-12-2017         | Famke Louise, Donnie, Yung Felix, Bizzey, Samuel Kenyere                                        | -                                               |
| HUURBAAS FREESTYLE                      | 20-01-2018         | Rarri Jackson, Daan Koens, Mick Spek                                                            | -                                               |
| Neymar                                  | 25-02-2018         | Daniel Got Hits, Bassistent                                                                     | -                                               |
| YELP REVIEWERS SAVE LIVES               | 13-03-2018         | Daan Koens                                                                                      | -                                               |
| Meeuw                                   | 21-03-2018         | Stefano Keizers, Mick Spek                                                                      | Albino                                          |
| Friesland                               | 20-04-2018         | Rarri Jackson, Jiri11                                                                           | -                                               |
| Ome Robert                              | 26-04-2018         | Mick Spek                                                                                       | Albino                                          |
| Snelle Planga (Remix)                   | 17-05-2018         | Donnie, Bizzey, Bokoesam, Lange Frans, Joel Beukers, Hasse de Moor, Leipe Dennis                | -                                               |
| Parmezaan & Linkerbaan                  | 29-06-2018         | Donnie, Rino Sambo, Anne Tekstra                                                                | M van Marketing                                 |
| Infected                                | 15-09-2018         | EZG, Steen                                                                                      | Infected (van Steff, Steen, EZG)                |
| Heritage                                | 22-10-2018         | Mick Spek, Bram Veerman                                                                         | Mick Spek (van Mick Spek)                       |
| Chubby                                  | 02-11-2018         | Tantu Beats                                                                                     | -                                               |
| donkey kong                             | 02-11-2018         | Teske, Mick Spek                                                                                | porselein (van Teske)                           |
| Georgina Verbaan                        | 28-11-2018         | Brunzyn, Nash Crebula                                                                           | 3134 (van Brunzyn)                              |
| Glaassie Water                          | 21-12-2018         | Mick Spek                                                                                       | Albino                                          |
| FAKE FLEX                               | 31-12-2018         | Daan Koens, Mick Spek                                                                           | -                                               |
| MATTENKLOPPER                           | 31-12-2018         | Daan Koens, Brunzyn, Dencho                                                                     | -                                               |
| Buurman                                 | 24-05-2019         | Tantu Beats, Alwin van der Knijff, Gurb (Gurbitron 5000)                                        | 1983                                            |
| Absurd                                  | 31-05-2019         | Milli on GO                                                                                     | -                                               |
| Midlife Crisis                          | 20-09-2019         | Mick Spek                                                                                       | -                                               |
| Klaar!                                  | 18-10-2019         | Brunzyn, Cartiez, Kauwboy                                                                       | Brunzyn! (van Brunzyn)                          |
| Brunzyn en Jim                          | 25-10-2019         | Brunzyn, Gotu Jim, Kauwboy                                                                      | Brunzyn! (van Brunzyn)                          |
| Joost Klein 2                           | 08-11-2019         | Kauwboy                                                                                         | 1983                                            |
| They Don't Know                         | 15-11-2019         | Jacin Trill, letsgoelias                                                                        | Baby met een mening (van Jacin Trill)           |
| feedback FREESTYLE                      | 15-12-2019         | Styn, GRGY, Juicc, Dess Finesse, Lucass, Desje, Kemms                                           | -                                               |
| Mayo, No Fries!                         | 20-03-2020         | bbno$, Tantu Beats, Lentra                                                                      | Joost Klein 7                                   |
| Ham?                                    | 10-04-2020         | Kauwboy                                                                                         | Joost Klein 7                                   |
| Ik Wil Je                               | 07-08-2020         | De Kreuners                                                                                     | -                                               |
| Hallo Nederland                         | 25-09-2020         | Tantu Beats                                                                                     | -                                               |
| Gewoon Goed                             | 05-02-2021         | Brunzyn, Donnie, Nash Crebula, Tantu Beats                                                      | Albino Sports, Vol.1                            |
| Albino Sports Anthem                    | 26-03-2021         | Brunzyn, Tantu Beats, Nash Crebula                                                              | Albino Sports, Vol.1                            |
| Meine Bolide 2003                       | 07-05-2021         | Yung Petsi, KA$PER HITS                                                                         | -                                               |
| CAPRAP (FLINT FREESTYLE 2020)           | 16-05-2021         | Nash Crebula                                                                                    | -                                               |
| couch potato FREESTYLE                  | 16-05-2021         | Elijah Waters                                                                                   | -                                               |
| 1 Minute Meditation                     | 16-05-2021         | Tantu Beats                                                                                     | -                                               |
| Fok De Blok                             | 09-06-2021         | StuBru, Tantu Beats, Nash Crebula                                                               | -                                               |
| Monster Energy                          | 06-09-2021         | Rarri Jackson, Fallwood                                                                         |                                                 |
| Papa en Mama                            | 26-11-2021         | Tantu Beats, Dylan van Dael                                                                     | Fryslân                                         |
| Kut!                                    | 26-11-2021         | Stefano Keizers, Tantu Beats, Dylan van Dael                                                    | -                                               |
| Go, Acid!                               | 14-12-2021         | Acid, Apson, Tantu Beats                                                                        | -                                               |
| Skin Care                               | 18-02-2022         | Rare Akuma                                                                                      | dirtywominus (van Rare Akuma)                   |
| jackass                                 | 11-03-2022         | CMH                                                                                             | MUDBLOOD (van CMH)                              |
| Go, Acid! (Used Remix)                  | 24-03-2022         | Used, Acid, Apson, Tantu Beats                                                                  | -                                               |
| Wachtmuziek                             | 22-04-2022         | Tantu Beats, Used                                                                               | Fryslân                                         |
| Wachtmuziek (Sped Up)                   | 17-05-2022         | Vieze Asbak, Tantu Beats, Used                                                                  | -                                               |
| Florida 2009                            | 04-07-2022         | Tantu Beats, Dylan van Dael, Used                                                               | Fryslân                                         |
| Florida 2009 (Live at Pinkpop)          | 04-07-2022         | Tantu Beats, Dylan van Dael, Used, Pinkpop Publiek                                              | -                                               |
| bier freestyle                          | 02-08-2022         | Nash Crebula                                                                                    | -                                               |
| Rookpauze 2                             | 02-12-2022         | Vieze Asbak, Tantu Beats                                                                        | -                                               |
| Fossiel                                 | 09-12-2022         | FeestDJRuud, Yung Petsi, KA$PER HITS, Donnie                                                    | -                                               |
| Bruder + Schwester                      | 23-02-2023         | Gladde Paling, Tantu Beats, Nash Crebula                                                        | -                                               |
| HEROÏNE                                 | 22-03-2023         | Parsa, Vieze Asbak                                                                              | -                                               |
| Normalje Bass                           | 31-03-2023         | Russian Village Boys                                                                            | ViLLAGECATiON (van Russian Village Boys)        |
| Dis kak, maarit naai                    | 28-04-2023         | Van Pletzen                                                                                     | ENTER THE GROOTNESS (van Van Pletzen)           |
| Friesenjung                             | 26-05-2023         | Ski Aggu, Otto Waalkes, Tantu Beats, Vieze Asbak, Sting                                         | denk mal drüber nach... (van Ski Aggu) en Unity |
| Friesenjung (Sped Up)                   | 27-06-2023         | Ski Aggu, Otto Waalkes, Tantu Beats, Vieze Asbak, Sting                                         | -                                               |
| Friesenjung (Klingelton)                | 27-06-2023         | Ski Aggu, Otto Waalkes, Tantu Beats, Vieze Asbak, Sting                                         | -                                               |
| Snowboy Freestyle                       | 14-07-2023         | Chri$tophe, Stijn Schrijber, Vince Van Den Bergh                                                | High Off Life (van Chri$tophe)                  |
| Wa Dachte                               | 21-07-2023         | Viccens, Kleine Crack, Slagter                                                                  | -                                               |
| Zomersessie 2023 (101Barz)              | 04-08-2023         | Brunzyn, Donnie                                                                                 | -                                               |
| Droom Groot                             | 25-08-2023         | Tantu Beats                                                                                     | -                                               |
| Buurman Uit Berlijn                     | 02-02-2024         | MCR-T, Tantu Beats                                                                              | NOT THE SAME ≠ (2024) (van MCR-T)               |
| Buurman uit Berlijn (Radio Edit)        | 02-02-2024         | MCR-T, Tantu Beats                                                                              | -                                               |
| Europapa                                | 29-02-2024         | Donnie, Tantu Beats, Dylan van Dael, Paul Elstak, Tim Haars, Thijmen Melissant                  | Unity                                           |
| Europapa (Outro)                        | 29-02-2024         | Donnie, Tantu Beats, Dylan van Dael, Thijmen Melissant                                          | Unity                                           |
| Europapa (Karaoke)                      | 12-04-2024         | Tantu Beats, Dylan van Dael, Paul Elstak, Thijmen Melissant                                     | -                                               |
| Luchtballon                             | 05-06-2024         | Tantu Beats, Richard Marx, Thijmen Melissant                                                    | Unity                                           |
| The Bird Song                           | 27-06-2024         | Tantu Beats, Thijmen Melissant                                                                  | -                                               |
| Fußball (World Cup 1998)                | 27-06-2024         | Apson, MC ÁGUIA PANTERA, Tantu Beats, Gladde Paling, Vieze Asbak                                | -                                               |
| TRAFIK!                                 | 12-07-2024         | Käärijä, Tantu Beats, Kiro, Aleksi Nurmi                                                        | -                                               |
| Filthy Dog                              | 04-10-2024         | Tantu Beats, Sunnysoposted                                                                      | Unity                                           |
| funny onion song                        | 24-01-2025         | Tantu Beats                                                                                     | -                                               |
| Why Not???                              | 31-01-2025         | Tantu Beats                                                                                     | Unity                                           |
| Boerenland                              | 04-04-2025         | Antoon, Palm Trees, Tantu Beats                                                                 | -                                               |
| Buurman Uit Berlijn (Vieze Asbak Remix) | 08-05-2025         | MCR-T, Vieze Asbak, Tantu Beats                                                                 | NOT THE SAME ≠ (Deluxe) (van MCR-T)             |
| All Inclüsive Turkiye                   | 04-07-2025         | Tantu Beats                                                                                     | -                                               |
| Luv U More                              | 08-08-2025         | Scooter, Paul Elstak, Tantu Beats                                                               | -                                               |

### Hitnoteringen
| Lied                                       | Verschijnen       | Album                                  | Hitlijsten | Hitlijsten | Hitlijsten | Hitlijsten | Hitlijsten  | Hitlijsten  | Hitlijsten   | Hitlijsten   | Hitlijsten | Hitlijsten | Hitlijsten | Hitlijsten | Hitlijsten | Hitlijsten | Hitlijsten | Hitlijsten | Hitlijsten | Hitlijsten | Hitlijsten | Opmerkingen                                                     |
| Lied                                       | Verschijnen       | Album                                  | BE (VL)    | BE (VL)    | BE (WA)    | BE (WA)    | NL (Top 40) | NL (Top 40) | NL (Top 100) | NL (Top 100) | GB         | DE         | FI         | GR         | IE         | IS         | LT         | AT         | NO         | SE         | CH         | Opmerkingen                                                     |
| Lied                                       | Verschijnen       | Album                                  | Piek       | Weken      | Piek       | Weken      | Piek        | Weken       | Piek         | Weken        | Piek       | Piek       | Piek       | Piek       | Piek       | Piek       | Piek       | Piek       | Piek       | Piek       | Piek       | Opmerkingen                                                     |
| ------------------------------------------ | ----------------- | -------------------------------------- | ---------- | ---------- | ---------- | ---------- | ----------- | ----------- | ------------ | ------------ | ---------- | ---------- | ---------- | ---------- | ---------- | ---------- | ---------- | ---------- | ---------- | ---------- | ---------- | --------------------------------------------------------------- |
| Scandinavian boy                           | 20 oktober 2017   | Scandinavian boy                       | tip        | —          | —          | —          | —           | —           | 77           | 1            | —          | —          | —          | —          | —          | —          | —          | —          | —          | —          | —          | Goud in Nederland                                               |
| Albino (met Tice)                          | 8 maart 2019      | Albino                                 | tip30      | —          | —          | —          | —           | —           | —            | —            | —          | —          | —          | —          | —          | —          | —          | —          | —          | —          | —          |                                                                 |
| Buurman                                    | 24 mei 2019       | 1983                                   | tip        | —          | —          | —          | —           | —           | —            | —            | —          | —          | —          | —          | —          | —          | —          | —          | —          | —          | —          |                                                                 |
| Bus gemist (met Mick Spek en Daan Koens)   | 23 augustus 2019  | Albino                                 | tip        | —          | —          | —          | —           | —           | —            | —            | —          | —          | —          | —          | —          | —          | —          | —          | —          | —          | —          |                                                                 |
| Midlife crisis                             | 20 september 2019 | —                                      | tip        | —          | —          | —          | —           | —           | —            | —            | —          | —          | —          | —          | —          | —          | —          | —          | —          | —          |            |                                                                 |
| Joost Klein 2                              | 8 november 2019   | 1983                                   | tip29      | —          | —          | —          | —           | —           | —            | —            | —          | —          | —          | —          | —          | —          | —          | —          | —          | —          | —          |                                                                 |
| Mayo, no fries (met bbno$)                 | 20 maart 2020     | Joost Klein 7                          | tip        | —          | —          | —          | —           | —           | —            | —            | —          | —          | —          | —          | —          | —          | —          | —          | —          | —          | —          |                                                                 |
| Ham?                                       | 10 april 2020     | Joost Klein 7                          | tip        | —          | —          | —          | —           | —           | —            | —            | —          | —          | —          | —          | —          | —          | —          | —          | —          | —          | —          |                                                                 |
| Ik wil je (met De Kreuners)                | 7 augustus 2020   | —                                      | tip18      | —          | —          | —          | —           | —           | —            | —            | —          | —          | —          | —          | —          | —          | —          | —          | —          | —          | —          |                                                                 |
| Gewoon goed (met Brunzyn en Donnie)        | 5 februari 2021   | Albino Sports, vol. 1                  | tip        | —          | —          | —          | —           | —           | —            | —            | —          | —          | —          | —          | —          | —          | —          | —          | —          | —          | —          |                                                                 |
| Go, Acid! (met Acid en Apson)              | 5 februari 2021   | —                                      | 41         | 3          | —          | —          | —           | —           | —            | —            | —          | —          | —          | —          | —          | —          | —          | —          | —          | —          | —          |                                                                 |
| Fryslân bop (met Jack Parow)               | 30 september 2022 | Fryslân                                | —          | —          | —          | —          | —           | —           | 60           | 3            | —          | —          | —          | —          | —          | —          | —          | —          | —          | —          | —          |                                                                 |
| Friesenjung (met Ski Aggu en Otto Waalkes) | 26 mei 2023       | denk mal drüber nach... (van Ski Aggu) | —          | —          | —          | —          | tip1        | —           | 47           | 9            | —          | 1 (4 wkn)  | —          | —          | —          | —          | 65         | 1 (3 wkn)  | —          | 100        | 7          | Goud in Duitsland, Zwitserland en Polen, platinum in Oostenrijk |
| Droom groot                                | 25 augustus 2023  | —                                      | —          | —          | —          | —          | —           | —           | 82           | 2            | —          | —          | —          | —          | —          | —          | —          | —          | —          | —          | —          |                                                                 |
| Europapa                                   | 29 februari 2024  | —                                      | 1 (6wk)    | 25         | 31         | 2          | 1 (7wk)     | 16          | 1 (7wk)      | 36           | 37         | 13         | 2          | 66         | 22         | 6          | 1 (1wk)    | —          | 17         | 4          | 12         | Nederlandse inzending Eurovisiesongfestival 2024 / 3FM Megahit  |
| Luchtballon                                | 5 juni 2024       | —                                      | 15         | 6          | —          | —          | 25          | 6           | 4            | 12           | —          | —          | —          | —          | —          | —          | 48         | —          | —          | —          | —          |                                                                 |
| TRAFIK! (met Käärijä)                      | 12 juli 2024      | —                                      | —          | —          | —          | —          | tip17       | —           | 84           | 1            | —          | —          | 5          | —          | —          | —          | 60         | —          | —          | —          | —          |                                                                 |

### NPO Radio 2 Top 2000
Van Joost Klein stond alleen Europapa in 2024 in de NPO Radio 2 Top 2000, op plek 139.